# フランク・マーティン
フランク・マーティン（Frank Martin、1995年1月21日 - ）は、アメリカ合衆国のプロボクサー。ミシガン州デトロイト出身。

## 来歴

### アマチュア時代
2015年5月、ナショナル・ゴールデン・グローブにライトウェルター級(64kg)で出場し、準決勝で敗退した。
2016年5月、ナショナル・ゴールデン・グローブにライトウェルター級(64kg)で出場し、決勝でバージル・オルティス・ジュニアを判定で破り金メダルを獲得した。
2016年12月、全米選手権に64kg級で出場し、決勝で敗退、準優勝となった。

### プロ時代
2017年10月7日、プロデビュー戦を行い1回1分40秒KO勝ち。白星デビューを飾った。
2022年12月17日、ネバダ州ラスベガスのザ・コスモポリタン内チェルシー・ボール・ルームにてWBA世界ライト級2位のミシェル・リベラとWBA世界同級挑戦者決定戦を行い、12回3-0（120-107、117-110、118-109）の判定勝ちを収めジャーボンテイ・デービスへの挑戦権を獲得した。
2023年7月15日、ネバダ州ラスベガスのザ・コスモポリタン内チェルシー・ボール・ルームにてWBC世界ライト級8位のアルテム・ハルチュニャンとWBC世界同級挑戦者決定戦を行い、12回3-0（114-113、115-112×2）の判定勝ちを収めデヴィン・ヘイニーへの挑戦権を獲得した。
2024年6月15日、ラスベガスのMGMグランド・ガーデン・アリーナにてWBA世界ライト級王者のジャーボンテイ・デービスとWBA世界同級タイトルマッチを行うも、キャリア初黒星となる8回1分29秒KO負けを喫し王座獲得に失敗した。

## 戦績
- プロボクシング：19戦 18勝 (12KO) 1敗

| 戦           | 日付           | 勝敗 | 時間     | 内容    | 対戦相手                     | 国籍           | 備考                          |
| ------------ | -------------- | ---- | -------- | ------- | ---------------------------- | -------------- | ----------------------------- |
| 1            | 2017年10月7日  | ☆    | 1R 1:40  | TKO     | ジョン・エドワード・ロケッテ | アメリカ合衆国 | プロデビュー戦                |
| 2            | 2017年12月16日 | ☆    | 4R       | 判定3-0 | ダーネル・ペティス           | アメリカ合衆国 |                               |
| 3            | 2018年3月10日  | ☆    | 1R 2:44  | TKO     | マンド・マルティネス         | アメリカ合衆国 |                               |
| 4            | 2018年4月13日  | ☆    | 2R 1:48  | TKO     | テレン・アリントン           | アメリカ合衆国 |                               |
| 5            | 2018年6月8日   | ☆    | 2R 1:57  | KO      | ケンドリック・ラッチマン     | アメリカ合衆国 |                               |
| 6            | 2018年7月13日  | ☆    | 2R 2:24  | TKO     | ジャーモン・フック           | アメリカ合衆国 |                               |
| 7            | 2019年2月8日   | ☆    | 6R       | 判定3-0 | エフレイン・クルス           | プエルトリコ   |                               |
| 8            | 2019年3月9日   | ☆    | 4R 0:38  | TKO     | デショーン・デボース         | アメリカ合衆国 |                               |
| 9            | 2019年6月7日   | ☆    | 6R       | 判定3-0 | ラリー・ベンタス             | アメリカ合衆国 |                               |
| 10           | 2019年8月24日  | ☆    | 2R 0:37  | KO      | パブロ・キュプル             | メキシコ       |                               |
| 11           | 2020年2月28日  | ☆    | 4R 0:50  | TKO     | レイモンド・ヤノン           | フィリピン     |                               |
| 12           | 2020年12月5日  | ☆    | 5R 2:13  | KO      | タイロン・ラッキー           | アメリカ合衆国 |                               |
| 13           | 2021年4月20日  | ☆    | 7R 2:30  | KO      | ジェリー・ペレス             | アメリカ合衆国 |                               |
| 14           | 2021年8月21日  | ☆    | 10R      | 判定3-0 | ライアン・キエルツウェスキ   | アメリカ合衆国 |                               |
| 15           | 2022年1月1日   | ☆    | 4R 2:54  | TKO     | ロメロ・デュノ               | フィリピン     |                               |
| 16           | 2022年7月9日   | ☆    | 10R 2:30 | TKO     | ジャクソン・マリネス         | ドミニカ共和国 |                               |
| 17           | 2022年12月17日 | ☆    | 12R      | 判定3-0 | ミシェル・リベラ             | ドミニカ共和国 | WBA世界ライト級挑戦者決定戦   |
| 18           | 2023年7月15日  | ☆    | 12R      | 判定3-0 | アルテム・ハルチュニャン     | ドイツ         | WBC世界ライト級挑戦者決定戦   |
| 19           | 2024年6月15日  | ★    | 8R 1:29  | KO      | ジャーボンテイ・デービス     | アメリカ合衆国 | WBA世界ライト級タイトルマッチ |
| テンプレート |                |      |          |         |                              |                |                               |

## 獲得タイトル
- アマチュア
  - ナショナル・ゴールデン・グローブライトウェルター級(64kg) 金メダル
  - 全米選手権64kg級 銀メダル